# Jorge Claro
Jorge Claro Mimica es un ingeniero civil e ingeniero comercial de la Pontificia Universidad Católica de Chile y Presidente del Club Deportivo Universidad Católica entre los años 1994 y 1996. Fue el ideólogo y creador del Canal del Fútbol de Chile.

## Biografía
Durante la década de 1960 se desempeñó como profesor ayudante en la Pontificia Universidad Católica de Chile para asumir, finalmente, en 1970 como profesor investigador de la escuela de economía. Entre 1974 y 1975, fue vicerrector económico de dicha casa de estudios.
Desde el año 1983 hasta 1991 fue miembro del directorio del Club Deportivo Universidad Católica para asumir como Vicepresidente en 1992 y finalmente, como Presidente en 1994. Posteriormente, entre los años 1997 y 1998 fue Asesor de la Asociación Nacional de Fútbol Profesional de Chile (ANFP).
Desde 1998 es Director de la Compañía eléctrica Río Maipo S.A. y profesor de la escuela de ingeniería comercial de la Universidad de los Andes de Chile.
Su gestión al mando del Club Deportivo Universidad Católica estuvo marcada por el éxito en los campeonatos nacionales, obteniendo el título de la Copa Chile el año 1995 y tres Subcampeonatos seguidos en la Primera división durante los años 1994, 1995 y 1996. En materia internacional obtuvo la Copa Interamericana del año 1994, el único título internacional obtenido por el club en su historia.

## Canal del Fútbol
Fue creador y ejecutivo del Canal del Fútbol en 2003, durante la gestión de Reinaldo Sánchez.
Tenía el 20% de la propiedad del canal a través de GTV, hasta la venta de éste a Turner en 2017.

## Actualidad
A través del Grupo Prisma, tiene inversiones en diversas actividades tales como gestión de residuos industriales, telecomunicaciones, agrícolas y rentas inmobiliarias.